# 中區 (橫濱市)
中區（日语：／ Naka ku */?）是日本神奈川縣橫濱市18區之一，1927年10月1日隨著區制實施而成立。此區前身之一「橫濱村」為橫濱市的市名起源，十九世紀時曾為外國人居留地。

## 概要
關內地區自橫濱港開港以來一直都是橫濱的市中心，同時現在也是神奈川縣與橫濱市的行政中心。與橫濱站所在的西區同被指定為橫濱都心。神奈川縣廳、橫濱市廳、橫濱地方裁判所、神奈川縣警察本部等政府機關都位於該區。
中區從海港側到北部平原以商業區、繁華街、住宅區為主體。中南部的山手地區為住宅區。海岸側由於全是填海造陸，沒有自然海岸，北有新港、山下公園等觀光景點，南為埠頭、製油所等重化學工業地帶。

## 地域
西區有許多代表橫濱的有名地區，但地域名與正式町名可能有相異。
- 關內地區
  - 馬車道
  - 日本大通
  - 北仲通
  - 新港（包含港未來）
- 山手・山下地區
  - 橫濱中華街
  - 新山下
- 關外地區
  - 伊勢佐木町
  - 壽町
- 元町・石川地區
- 野毛地區
  - 黃金町
- 北方地區
- 本牧北部地區
- 本牧南部地區
- 根岸地區

## 教育

### 大學
- 菲利斯女學院大學 山手校區
- 東京藝術大學 橫濱校區
- 關東學院大學 KGU媒體中心

### 專門學校
- 神奈川縣立衛生看護專門學校
- 學校法人三幸學園 橫濱醫療秘書專門學校

### 高等學校
縣立
- 神奈川縣立橫濱綠丘高等學校
- 神奈川縣立橫濱立野高等學校

市立
- 橫濱市立橫濱總合高等學校
- 橫濱市立港總合高等學校

私立
- 菲利斯女学院高等学校
- 中央大學附屬橫濱高等學校（舊・橫濱山手女子高等學校）
- 橫濱雙葉高等學校
- 橫濱共立學園高等學校
- 橫濱女學院高等學校
- 聖光學院高等學校

### 中學校
市立
- 橫濱市立大鳥中學校
- 橫濱市立仲尾台中學校
- 橫濱市立本牧中學校
- 橫濱市立港中學校
- 橫濱市立橫濱吉田中學校

私立
- 菲利斯女学院中學校
- 中央大學附屬橫濱中學校
- 橫濱雙葉中學校
- 橫濱共立學園中學校
- 橫濱女學院中學校
- 聖光學院中學校

### 小学校
市立
- 橫濱市立大鳥小學校

- 橫濱市立北方小學校
- 橫濱市立立野小学校
- 橫濱市立本町小学校
- 橫濱市立本牧小学校
- 橫濱市立本牧南小学校
- 橫濱市立間門小学校
- 橫濱市立元街小学校
- 橫濱市立山元小学校

國立
- 橫濱國立大學教育學部附屬橫濱小学校

### 其他學校
- 橫濱山手中華學校

## 交通

### 鐵路
東日本旅客鐵道
- 根岸線：櫻木町站 - 關內站 - 石川町站 - 山手站

橫濱市交通局（橫濱市營地下鐵）
- 藍線：櫻木町站 - 關內站 - 伊勢佐木長者町站 - 阪東橋站

京濱急行電鐵
- 本線：日之出町站

橫濱高速鐵道
- 港未來線：馬車道站 - 日本大道（縣廳·大棧橋）站 - 元町·中華街（山下公園）站

神奈川臨海鐵道
- 本牧線

日本貨物鐵道
- 東海道貨物線（高島線）

### 道路
高速道路
- 首都高速道路 - 橫羽線、狩場線、湾岸線
- 交流道 - 港未來、橫濱公園、石川町、山下町、新山下、本牧埠頭、三溪園

一般国道
- 国道16号
- 国道133号
- 国道357号

## 設施

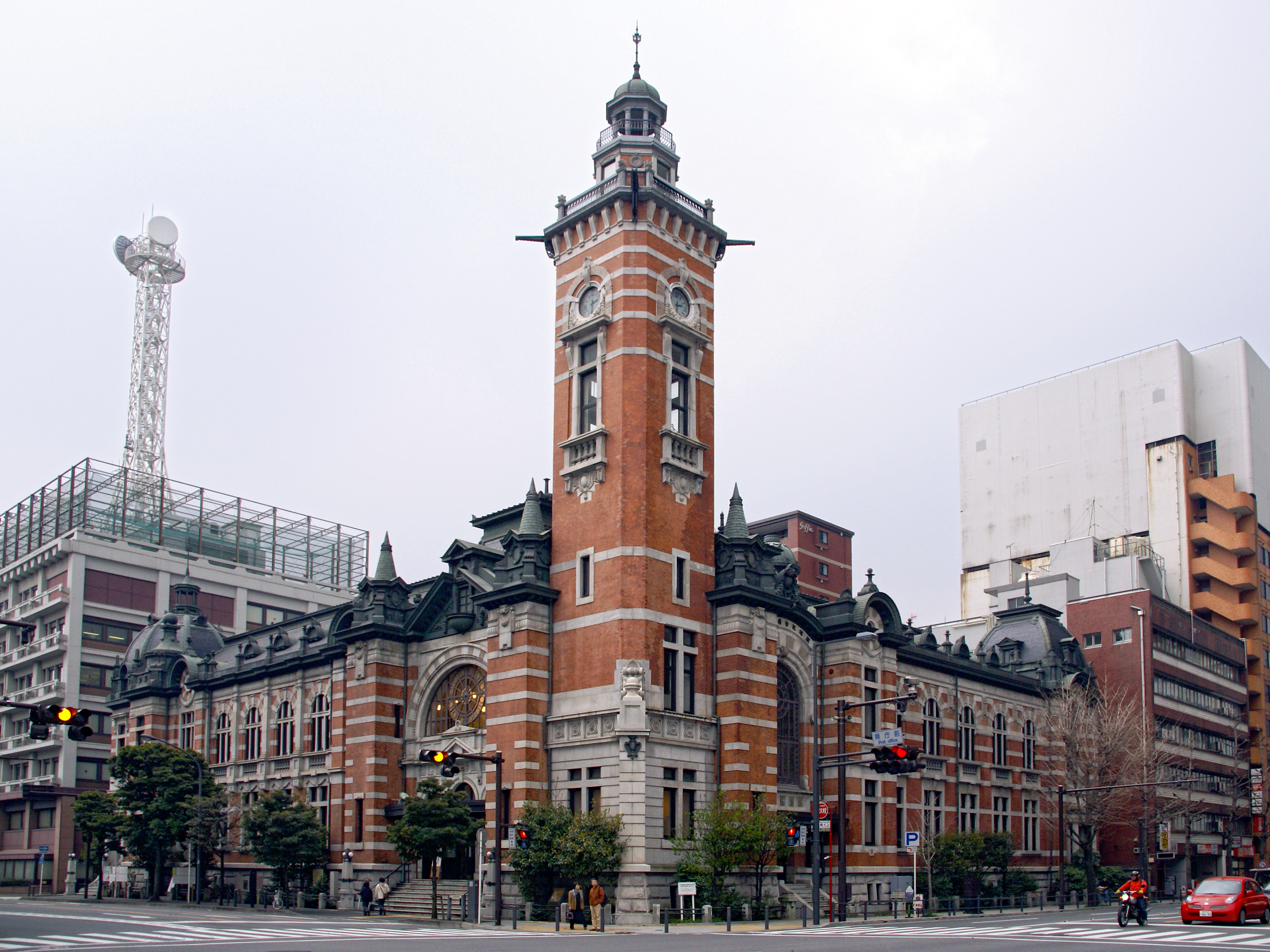
橫濱市開港紀念會館

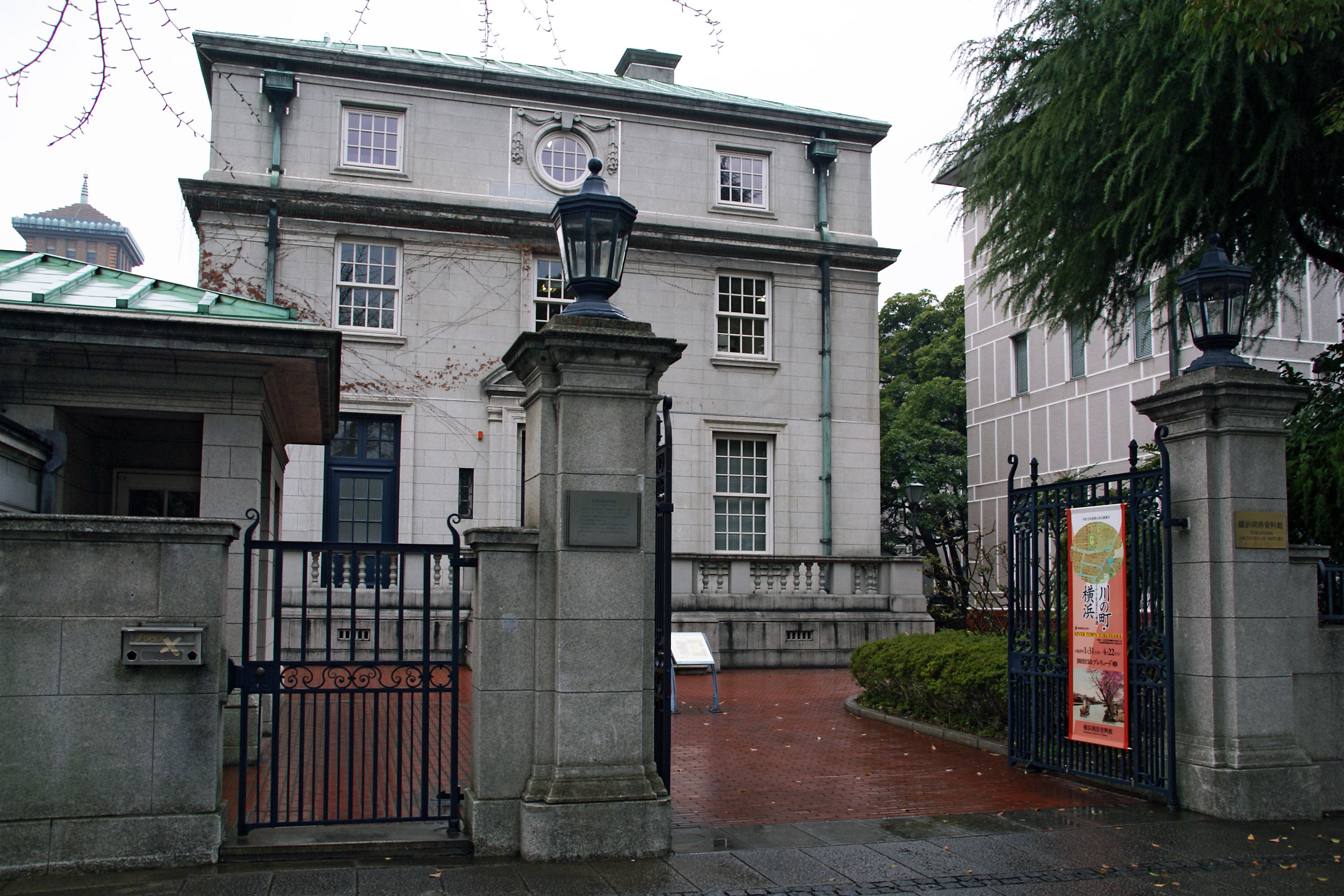
橫濱開港資料館

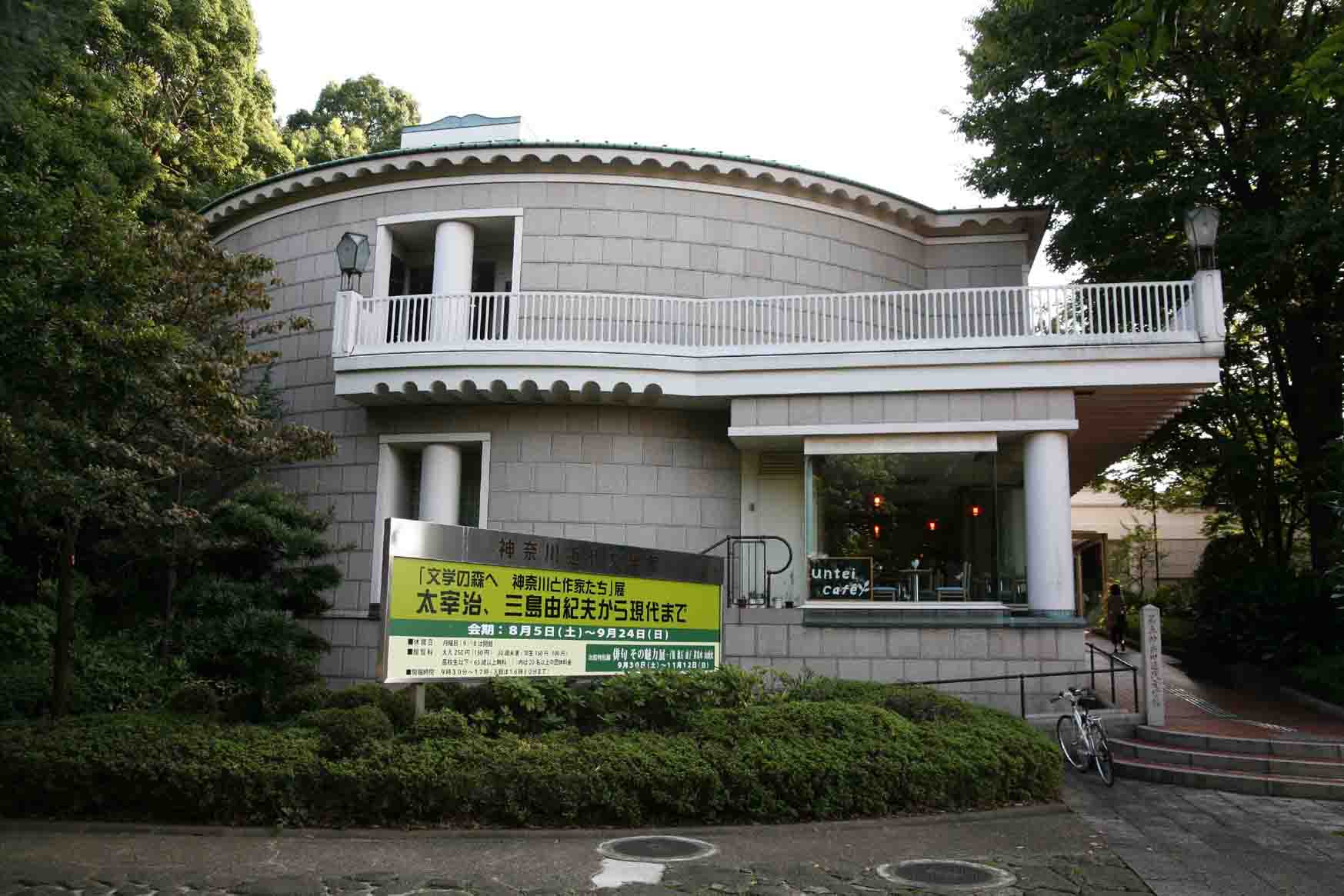
神奈川近代文学館

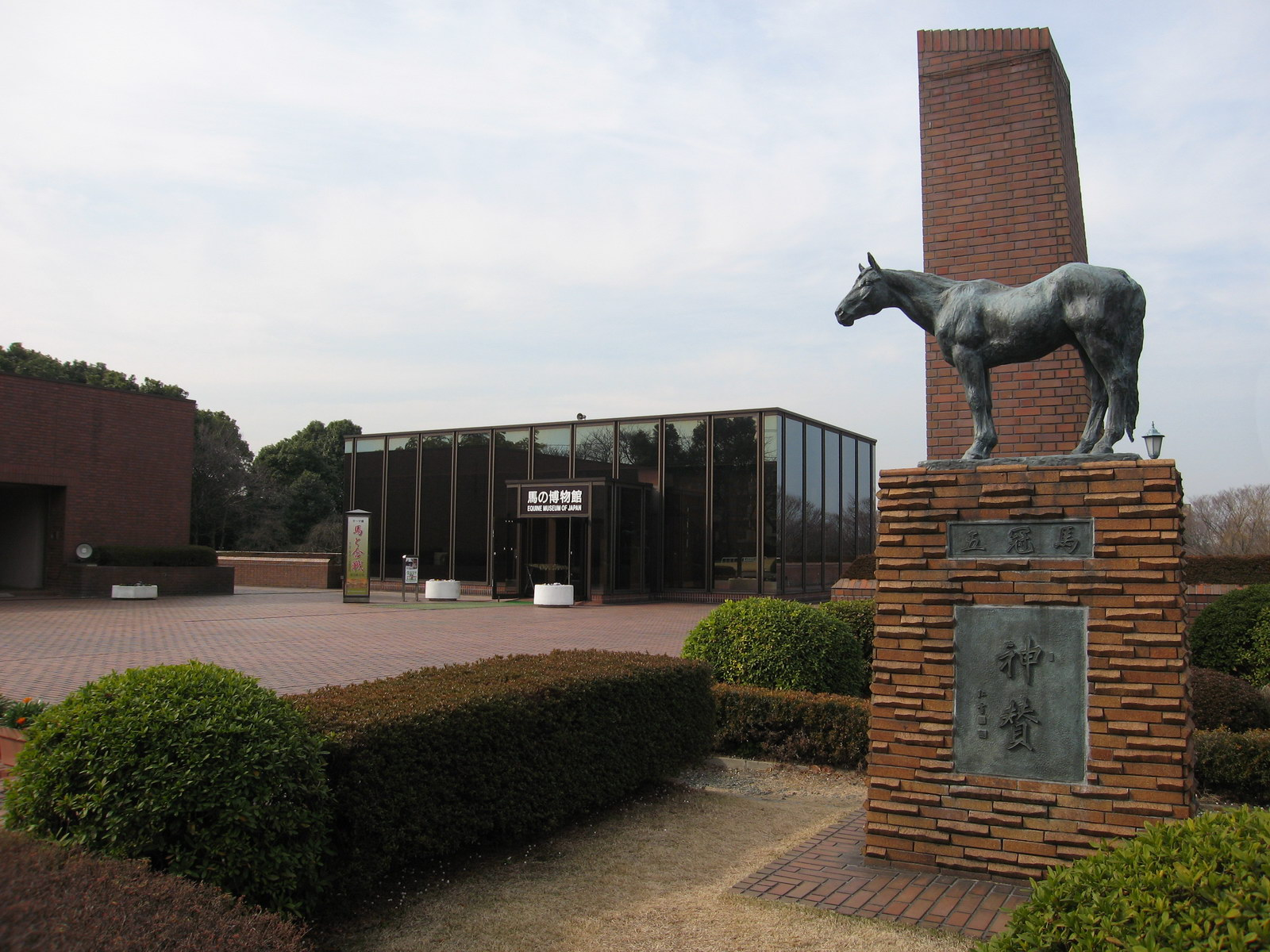
馬之博物館

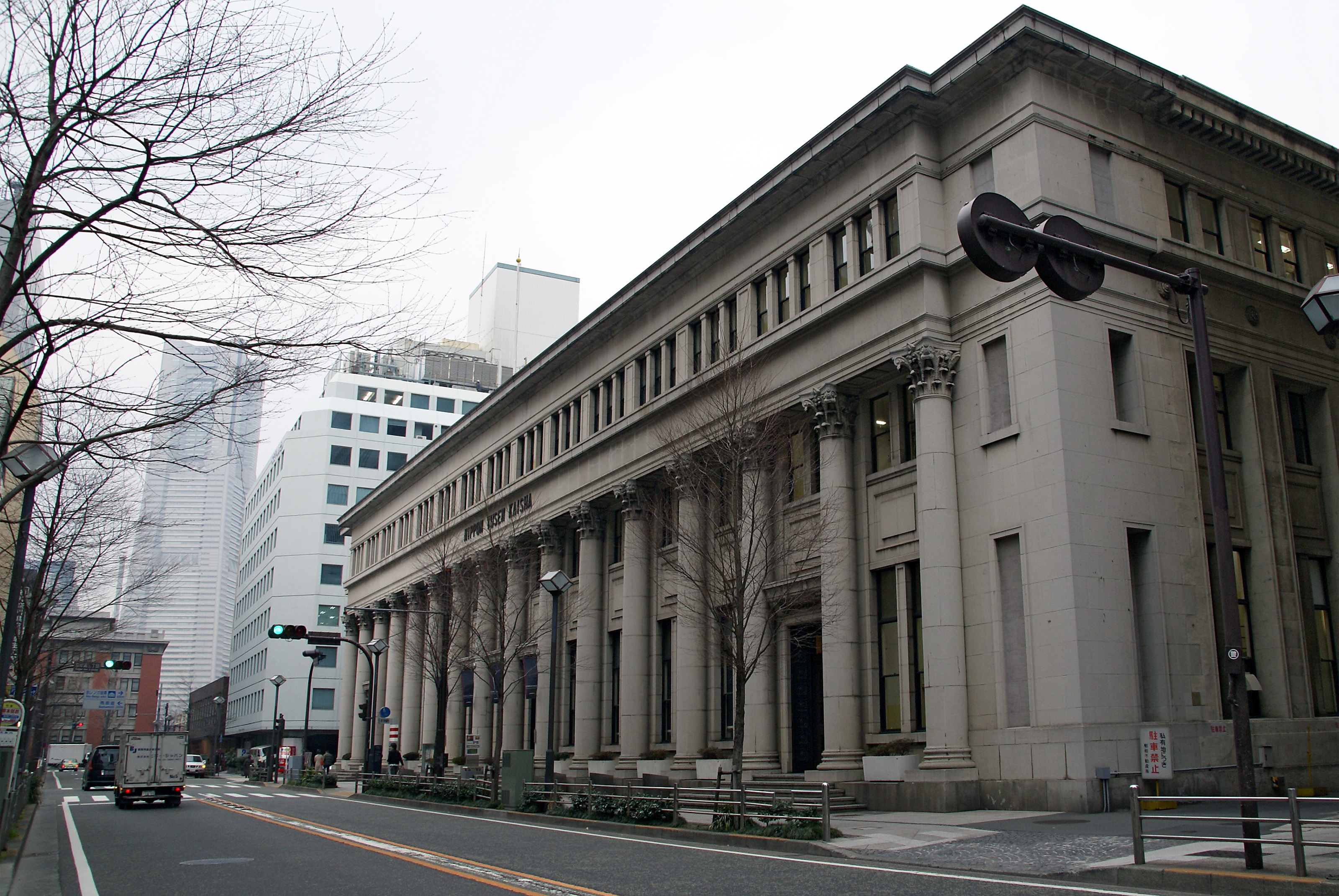
日本郵船歷史博物館

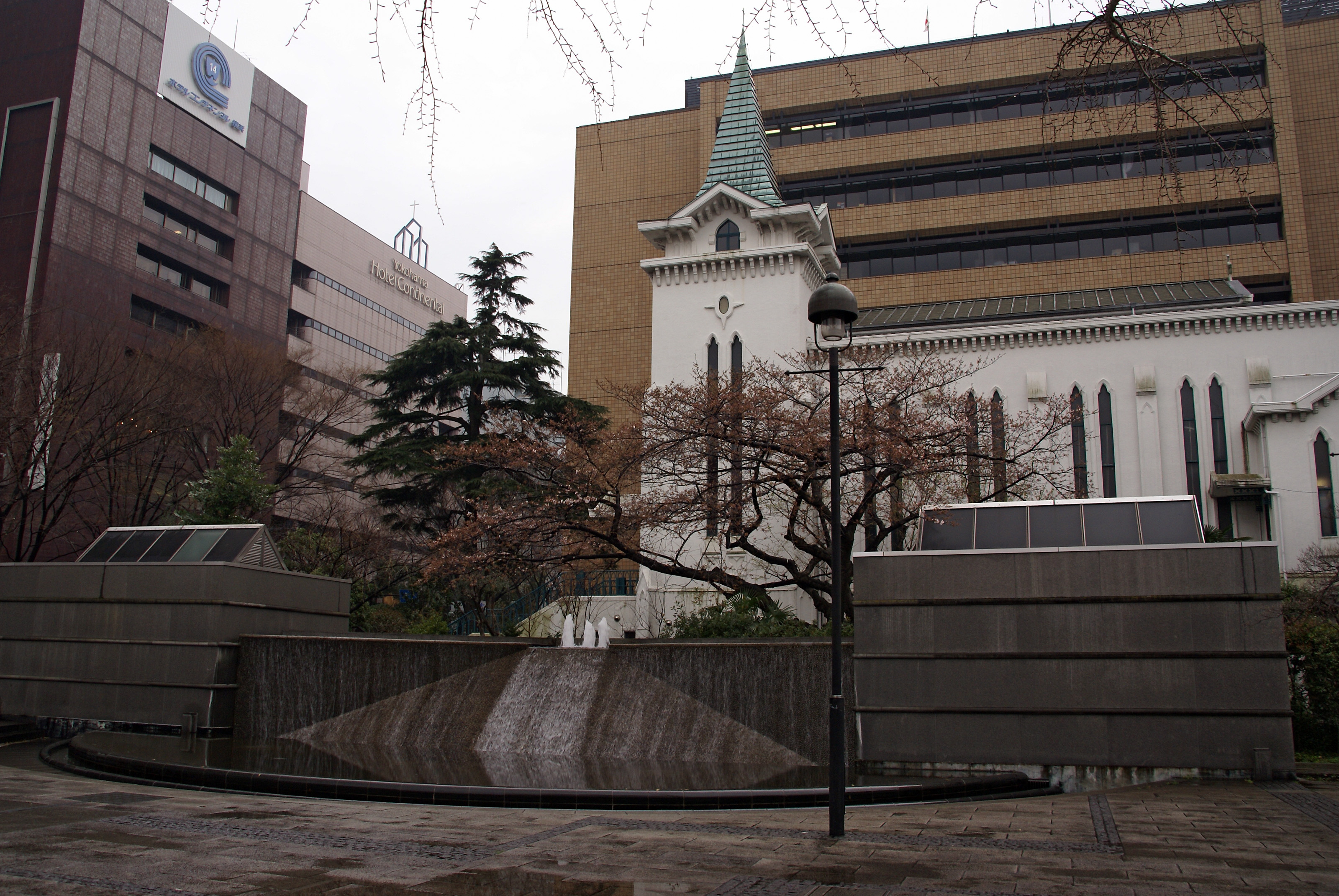
橫濱海岸教會

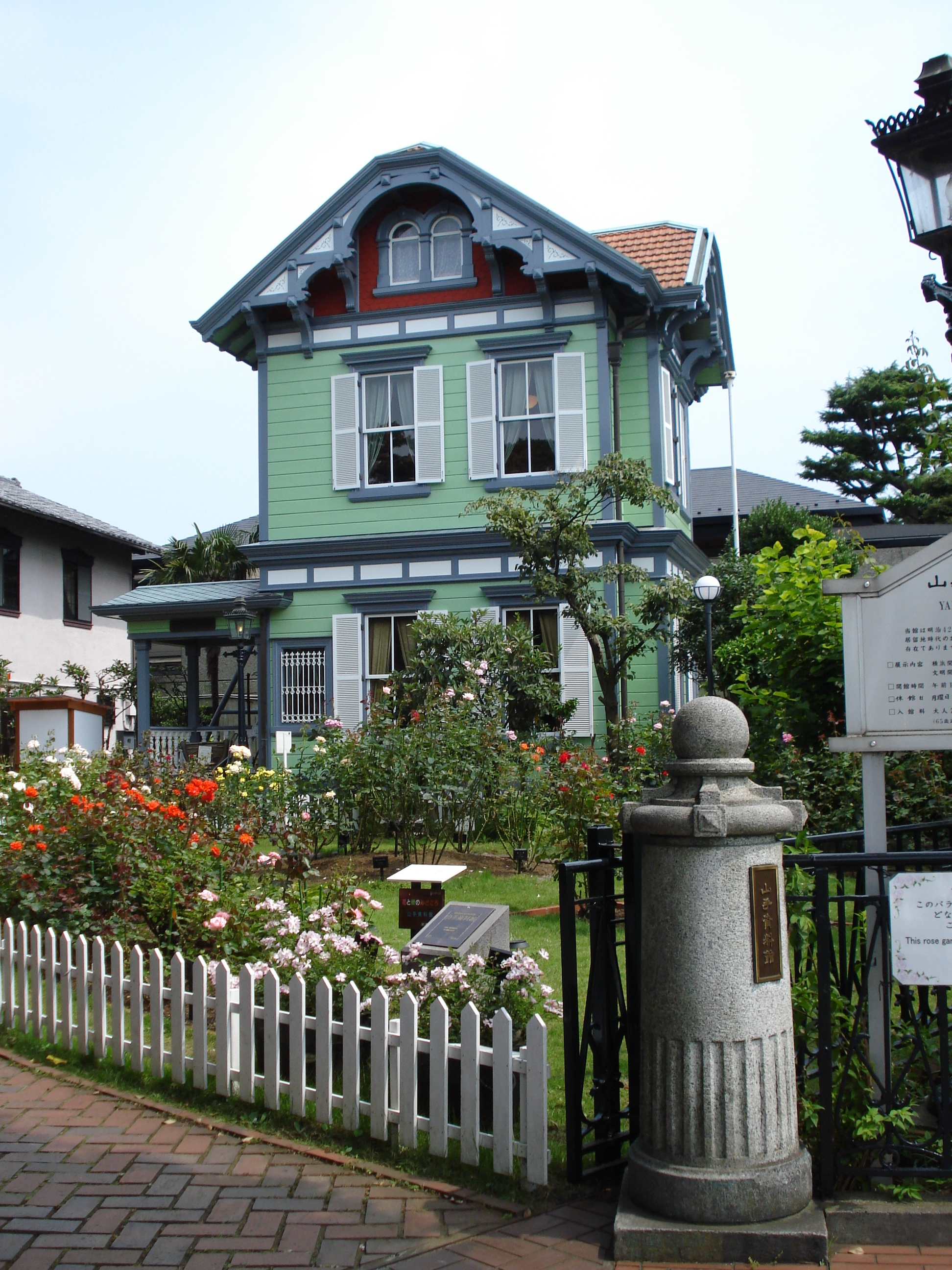
山手資料館

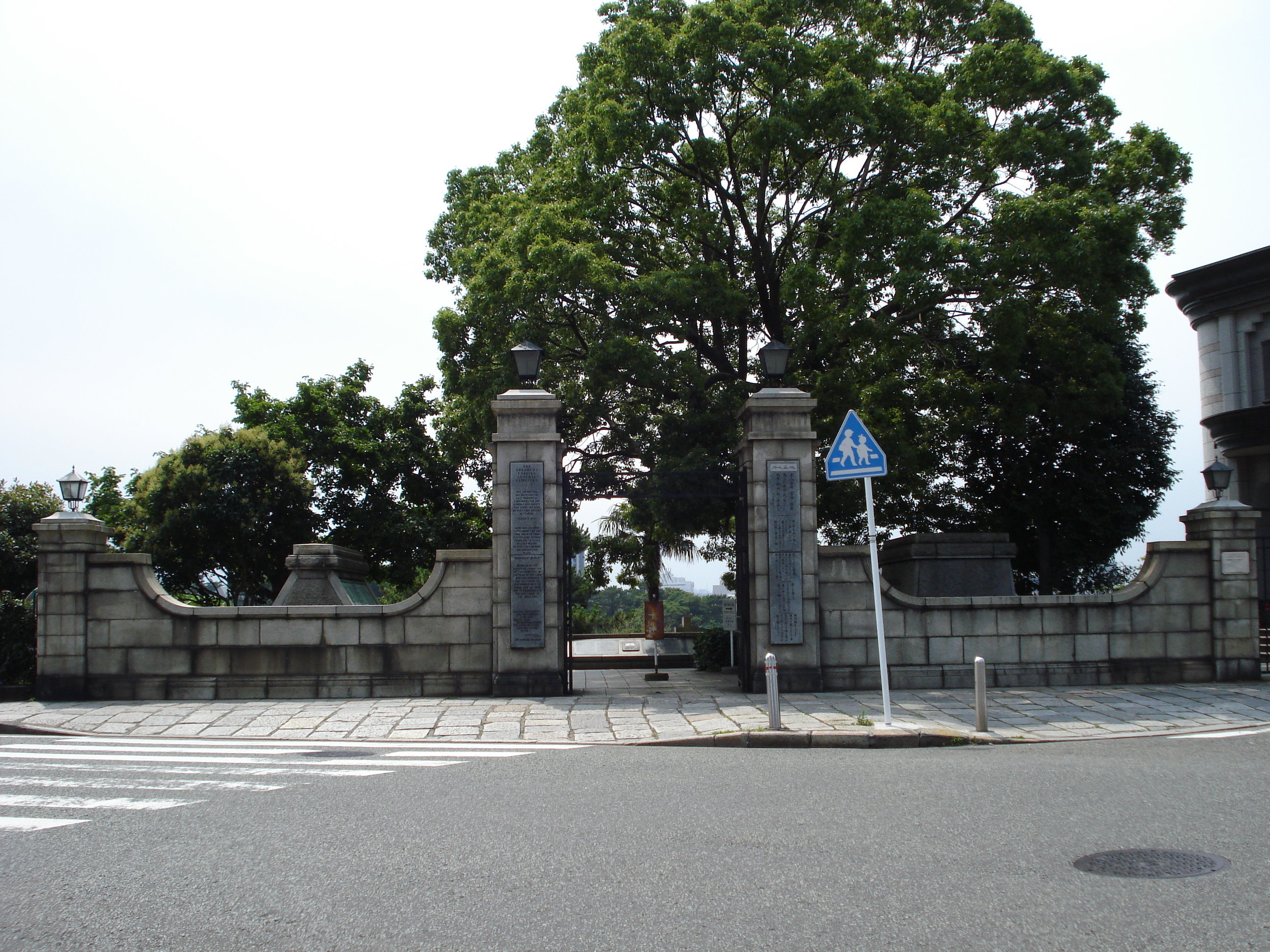
外國人墓地

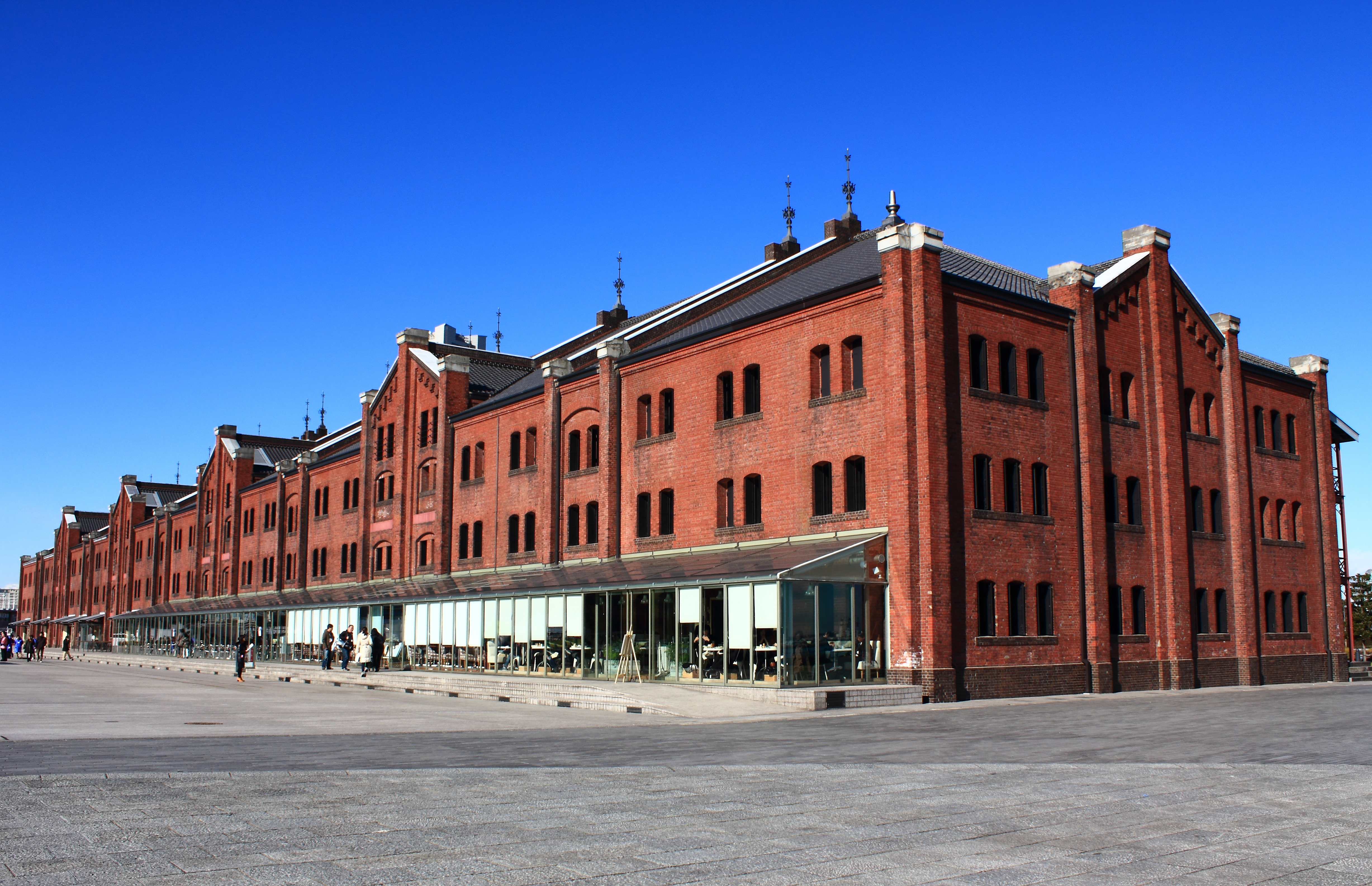
紅磚倉庫

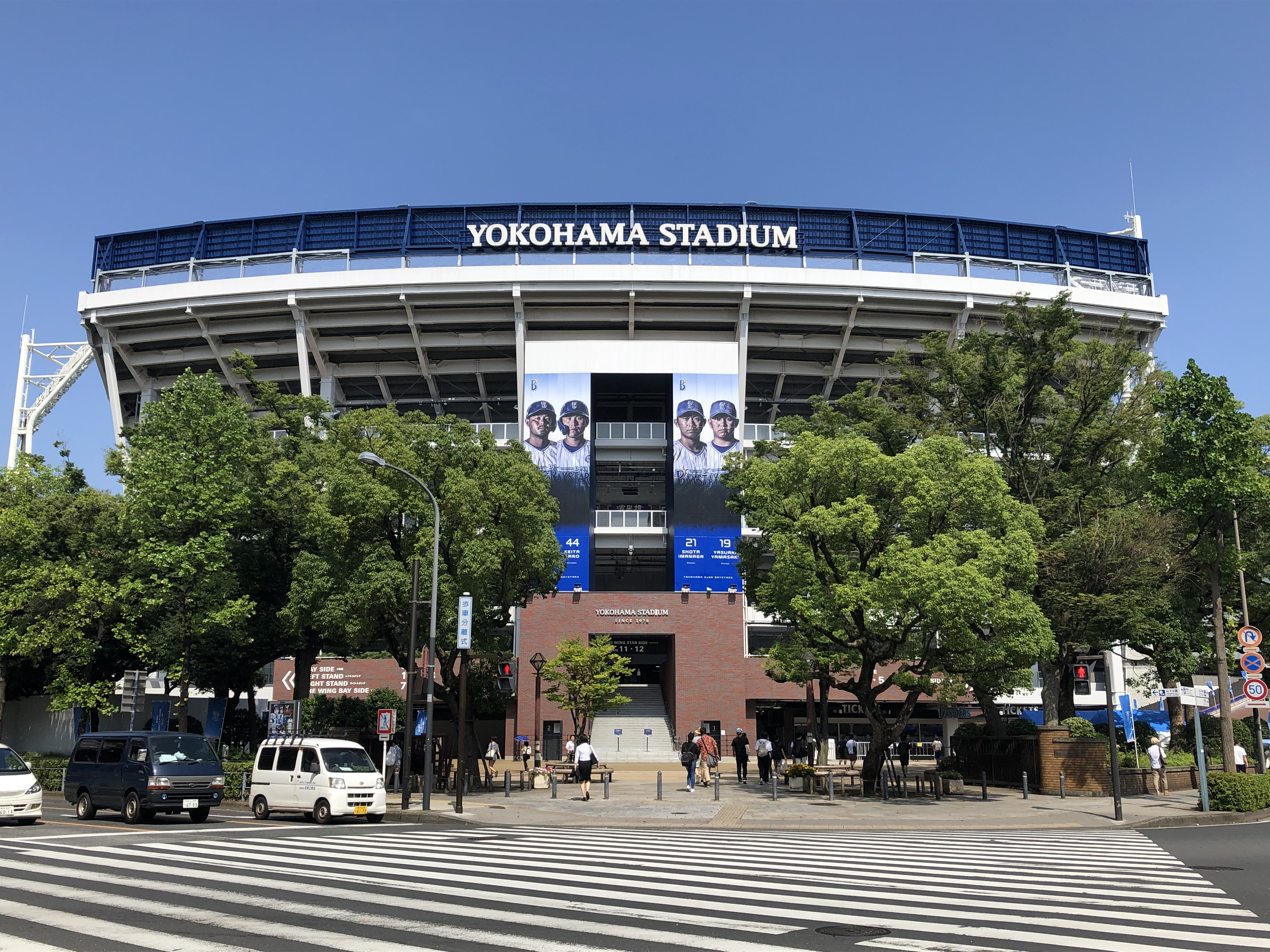
橫濱球場（橫濱公園內）

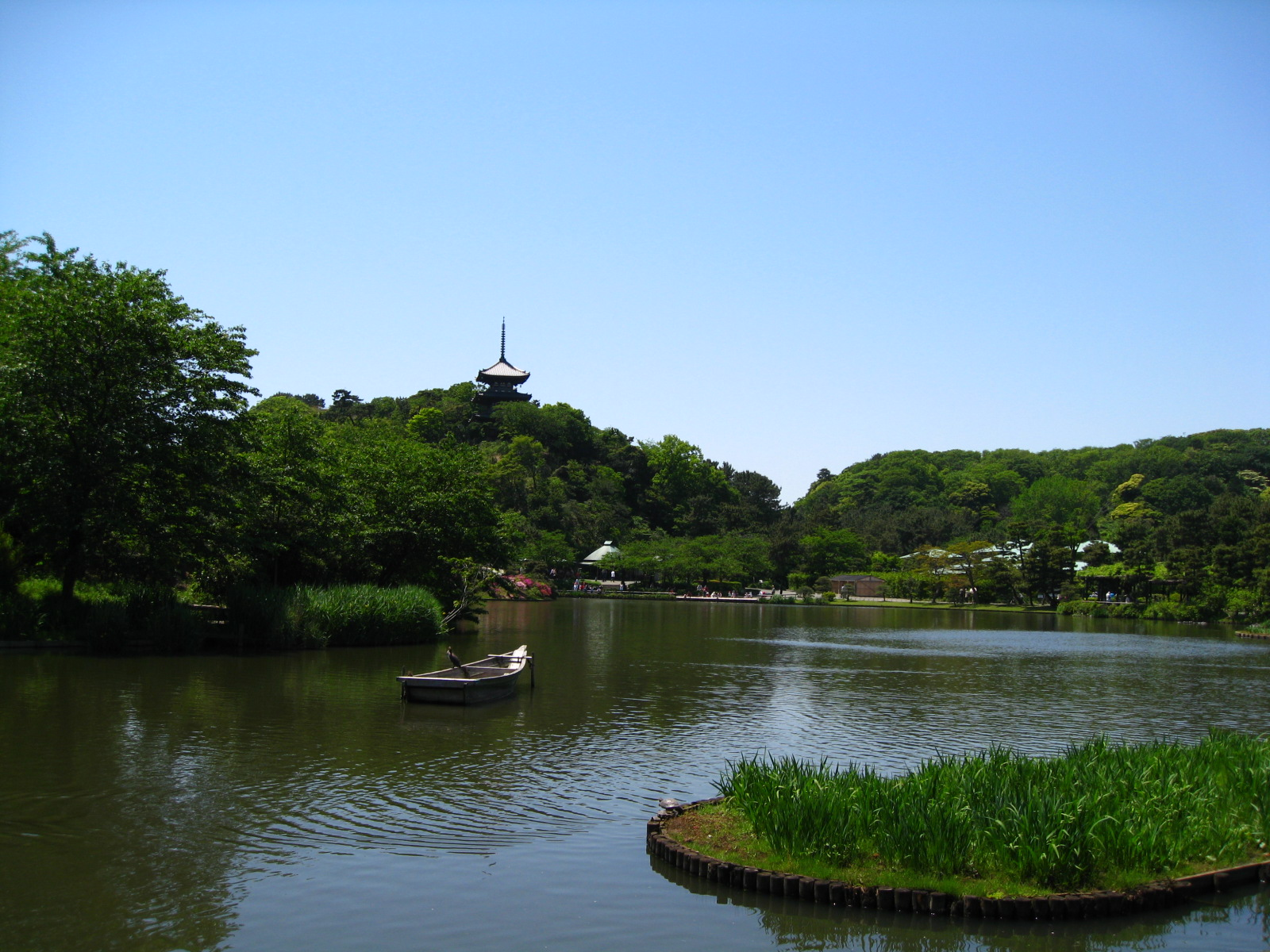
三溪園

### 博物館、資料館、美術館、動物園
- 神奈川縣立歷史博物館
- 橫濱市開港紀念會館
- 横滨税关
- 日本郵船歷史博物館
- 馬口鐵玩具博物館
- 橫濱情報文化中心
  - 放送圖書館
  - 日本新聞博物館
- 絲綢博物館
- 橫濱開港資料館
- 神奈川近代文学館
- 山手資料館
- 海外移住資料館
- 橫濱歐亞大陸文化館
- 橫濱都市發展紀念館
- 機關玩具館
- 日本郵船冰川丸
- 橫濱猫之美術館
- 橫濱島塔（BankART 1929）
- 橫濱市民畫廊
- 橫濱人形館
- 關內禮堂
- 歌德座（岩崎紀念館）
- 馬之博物館

### 公園
- 大通公園
- 橫濱公園 (橫濱球場)
- 山下公園
- 見港之丘公園
- 美國山公園（2009年春完成）
- 元町公園
- 山手公園
- 山手義大利山庭園
- 三溪園
- 根岸森林公園
- 新本牧公園
- 本牧臨海公園
- 本牧市民公園
- 本牧山頂公園
- 本牧泉公園

### 社寺

#### 神道
- 本牧神社（舊稱 本牧十二天社）
- 嚴島神社
- 諏訪神社
- 皇大神宮
- 琴平神社

#### 佛教
- 慈音寺 天台宗
- 天徳寺 真言宗
- 多聞院 真言宗
- 千蔵寺 真言宗
- 真福寺 真言宗
- 東福寺 真言宗
- 宗光寺 真言宗
- 東漸寺 真言宗
- 宝光寺 浄土真宗本願寺派
- 西教寺 浄土真宗大谷派
- 願西寺 浄土真宗大谷派
- 蓮光寺 浄土真宗大谷派
- 清水寺 曹洞宗
- 西有寺 曹洞宗
- 妙香寺 日蓮宗
- 善行寺 日蓮宗
- 圓大院 日蓮宗
- 大圓寺 日蓮宗
- 觀音寺 佛教系單立

#### 基督教
- 天主教山手教会
- 橫濱山手聖公会 日本聖公会系
- 橫濱基督教堂 日本聖公会系
- MTS禮拜堂 日本聖公会系
- 橫濱指路教会 日本基督教團系
- 日本基督公会（現:橫濱海岸教會）日本最古老新教教会 日本基督教会系
- 本牧恩惠教会 日本基督教團系
- 橫濱華僑基督教会 基督教系單立
- 橫濱統一教会 基督教系單立
- 橫濱教会 在日大韓基督教團系
- 橫濱山手外国人墓地
- 橫濱根岸外国人墓地

#### 其他
- 橫濱中華街關帝廟
- 横濱媽祖廟
- 地藏王廟
- 打越靈泉
- 打越橋
- 邦德酒店（1999年停業）
- 台北駐日經濟文化代表處橫濱分處

### 商業設施
- 海洋科蕾特
  - 橫濱城堡13（電影院）
- 萬葉倶樂部（溫泉設施）
- 橫濱太空世界（Cosmo Clock 21）
- 安藤百福發明紀念館（泡麵博物館）
- 紅磚倉庫
- 损保Japan日本兴亚横滨马车道大厦
- 横濱大棧橋（上部為自由廣場［鯨魚之背］）
- 日本郵船 冰川丸（2008年4月25日重新開放）
- 橫濱海洋塔（2009年5月23日重新開放）
- 橫濱大世界
- 吉本趣味水族館
- 橫濱港標誌塔

### 商店街
- 橫濱中華街
- 元町
- 馬車道
- 伊勢佐木町商店街
- 野毛櫻通
- 濱子通
- 橫濱橋通商店街
- 日之出町站前商店街
- 黄金阪東大通
- 山元町商店街
- 大和町商店街

## 知名出身人物
- 大佛次郎（小說家）
- 周富德（料理人）
- 渡邊真理（播報員）
- 古川聰（宇航員）
- 大渡亮（音樂家）
- 山口美江（藝人）
- 朝岡聰（播報員）
- 周富輝（料理人）
- 夏目雅子（演員）
- 江川宇禮雄（演員・電影導演・腳本家）
- 河岡潮風（作家）
- 喜田拓也（職業足球選手）
- 倉持明（原職業棒球選手、現棒球解說員）
- 吉川英治（作家）
- 高橋智秋（聲優）
- 原由子（音樂家）
- 東昌邦匡志（原力士）
- 松本梨香（聲優・女演員・歌手）
- 伊東潤（歷史小説家）
- 若羽黑朋明（元力士）
- 小此木八郎（政治家、原眾議院議員）
- 永瀬拓矢（將棋棋士）

## 外部連結
- OpenStreetMap上有關中區 (橫濱市)的地理
- （日語） 官方网站